# Tablas toledanas
Las Tablas toledanas (en latín: Tabulae Toledanae) son unas tablas astronómicas elaboradas en Toledo en 1069 a petición de Al-Mamún, rey de Toledo. Fueron realizadas por un grupo de astrónomos dirigidos por el andalusí Azarquiel.

## Historia
Las Tablas toledanas fueron influenciadas por obras similares anteriores de astrónomos musulmanes como las de Al-Juarismi y Al-Battani. También de los trabajos de Thábit ibn Qurra, de los que Azarquiel elabora el movimiento de trepidación de los equinoccios.
Las Tablas adoptaban un origen diferente para el sistema de coordenadas celestes, en lugar de usar el equinoccio de primavera, utilizaban las estrellas, de forma que los movimientos planetarios se median con relación a estas.
La obra tuvo una gran difusión. A pesar de que el original en árabe se haya perdido, se conservan alrededor de 128 manuscritos, siendo la traducción al latín de Gerardo de Cremona la más conocida.
Estas tablas servirán de base, años más tarde, durante el reinado de Alfonso X el Sabio, para la elaboración de las Tablas alfonsíes, ante la necesidad de actualizar sus valores corrigiendo errores de cálculo en la posición de los planetas.